# Josef Kainz
Josef Gottfried Ignaz Kainz (n. 2 ianuarie 1858 - d. 20 septembrie 1910) a fost un actor austriac de origine maghiară.
În interpretarea rolurilor sale, a îmbinat tradiția romantică cu inovațiile verismului.
A jucat la Deutsches Theater din Berlin și la Burgtheater din Viena.
A interpretat roluri din dramele lui Schiller, Kleist, Shakespeare, Goethe ș.a.